# Toktogul Satılgan
Toktogul Satılgan uulu (in kirghiso Токтогул Сатылган уулу?; in russo Токтогул Сатылганов?, Toktogul Satylganov; Kushchusu, 25 ottobre 1864 – Sasyk-Dzhiyde, 17 febbraio 1933) è stato un poeta e cantante kirghizo.

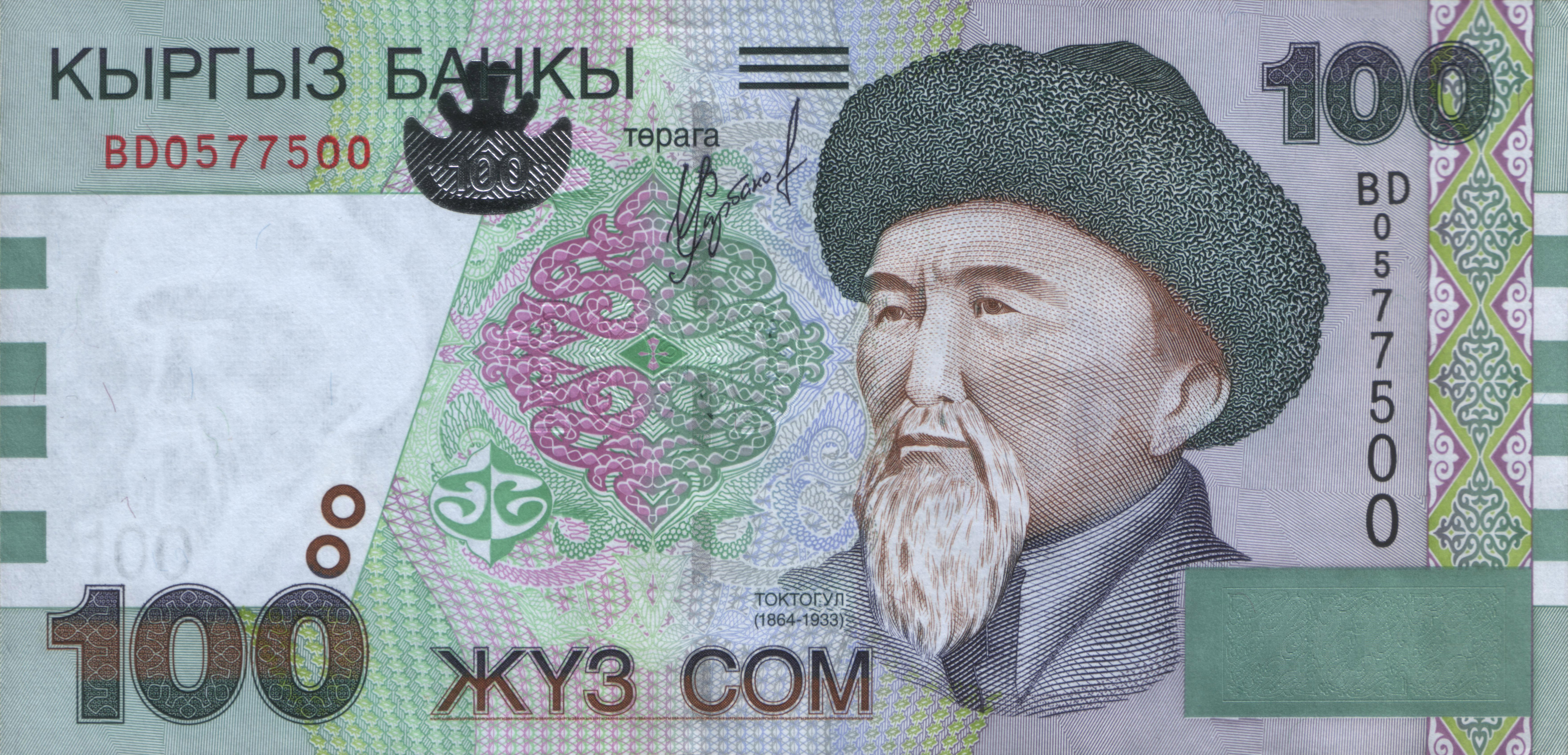
Toktogul Satılgan è raffigurato sulla banconota da 100 som.

Fu il più famoso akyn (poeta improvvisatore) e cantante folkloristico chirghiso.
La sua fama raggiunse il culmine durante l'era sovietica quando i suoi lavori (risalenti all'epoca pre-rivoluzionaria) erano promossi dallo stato in quanto ritenuti riflettere la lotta di classe, dandogli la nomea di "Musicista del popolo"; sebbene gli studi moderni tendano a interpretare questi poemi come il racconto di rivalità tra clan dando alle opere una connotazione molto meno politica, Toktogul accolse comunque favorevolmente la rivoluzione giungendo a scrivere come festeggiamento: "Che donna diede alla luce una persona come Lenin?".
Ancora oggi, dopo la caduta dell'Unione Sovietica e la conseguente indipendenza del Kirghizistan, le canzoni di Toktogul restano popolari tra gli interpreti chirghisi e la sua figura è tuttora celebre: molte strade, parchi, scuole e persino la sua città natale gli sono stati intitolati.